# École nationale de commerce et de gestion d'El Jadida
L’École nationale de commerce et de gestion d’El Jadida est un établissement public d’enseignement supérieur marocain qui a pour vocation la formation de cadres supérieurs dans les métiers de l'entreprise.
Fondée en 2006, l’ENCG El Jadida appartient au réseau des ENCG du Maroc. Il s'agit d'une composante de l'université Chouaib Doukkali. L'établissement est certifié ISO 9001.

## Formations

### Formation initiale
S'étalant sur 5 ans, la formation au sein de l'ENCG El Jadida se solde par l'obtention d'un diplôme de l'ENCG qui est équivalent à un master dans les options suivantes 
- Audit et contrôle de gestion
- Gestion financière et comptable
- Management des ressources humaines
- Marketing et actions commerciales

L'ENCGJ propose au-delà des formations du cycle normal, des autres formations à savoir : 
- Un master de recherche en sciences de gestion (MSG)
- Une licence professionnelle en management des organisations. Cette licence permet à ses débouchés de poursuivre leurs études soit en master spécialisé ou de recherche, soit d'accéder le cycle normal de l'ENCG via le passerelle de S7 ou bien d'intégrer immédiatement le monde professionnel en tant que cadre moyen.

### Formation continue
- Management et administration des entreprises
- Management et ingénierie logistique
- Management des ressources humaines
- Marketing et communication commerciale
- Finance & Comptabilité

### Cycle doctoral
Depuis l'année universitaire 2018-2019, l'ENCG d'El Jadida propose désormais l'inscription aux formations doctorales en sciences économiques et de gestion / sciences politiques et juridiques pour les titulaires des masters de recherche, masters spécialisés ou  bien le diplôme de l'ENCG. Cela à travers le Centre d'Etudes Doctorales en Gestion, Economie et Droit relevant à l'université Chouaib Doukkali.

## Vie parascolaire

### Associations internationales
Les associations internationales représentées à l'ENCG El Jadida sont :
- Rotaract
- LEOCLUB
- Junior Entreprise
- Enactus[6]
- Amnesty International
- AIESEC
- TEDx
- THE ASIAN CORNER

### Associations nationales et locales
- The Great Debaters.
- Usus Social Universe.
- Jeunes Leaders du Maroc
- USUS Social Universe
- MediaWorld
- SOS-Jeunes
- Club Des sports
- CAC (club d'appartenance et de citoyenneté)

### Évènements
- The Great Debaters - Compétition régionale de Casablanca en 2014 (Vainqueurs).
- ENACTUS WEEK
- Forum ENCG El Jadida - Entreprise[7]
- 'Journée Palestine' organisée par le club Usus Social Universe.
- Rencontre culturelle de la musique marocaine
- ENCG El Jadida sans frontières
- DICTO ENCG
- Journée ENCGiste de Théâtre
- Femme ENCGiste
- Les Universiades[8]
- Global Exchange Meeting[9]
- Tournoi Inter-Promotion
- HANPON DAY (évenement de la culture asiatique)